# Wieriewo (stacja kolejowa)
Wieriewo (ros. Верево) – stacja kolejowa w miejscowości Wieriewo, w rejonie gatczyńskim, w obwodzie leningradzkim, w Rosji. Położona jest na linii dawnej Kolei Warszawsko-Petersburskiej.